# Сен-Пьер-де-Вассоль
Сен-Пьер-де-Вассоль (фр. Saint-Pierre-de-Vassols) — коммуна во французском департаменте Воклюз региона Прованс — Альпы — Лазурный Берег. Относится к кантону Мормуарон. 

## Географическое положение

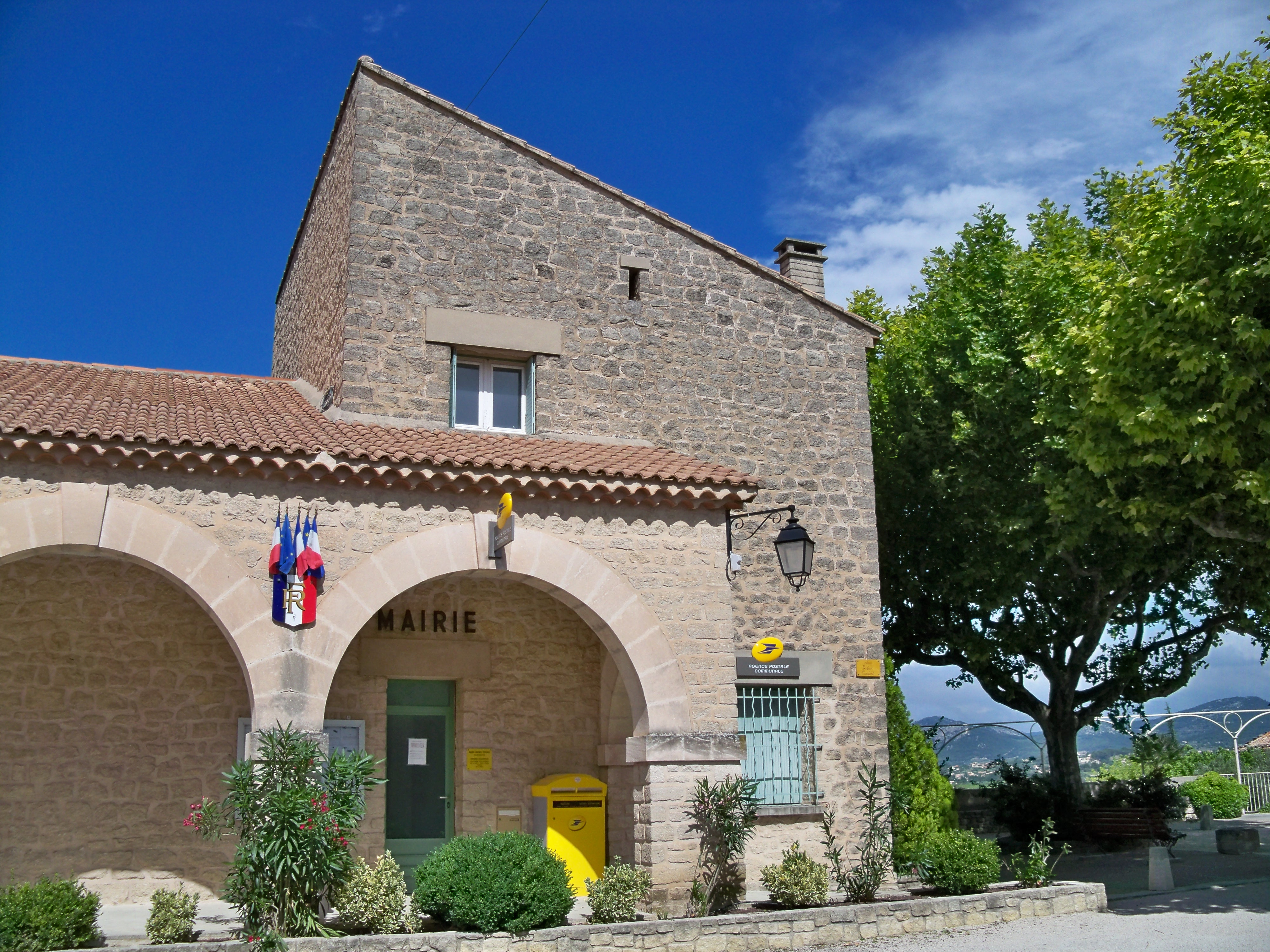
Мэрия.

Сен-Пьер-де-Вассоль расположен в 31 км к северо-востоку от Авиньона и в 9 км к северо-востоку от Карпантра. Соседние коммуны: Грийон-ле-Брав на севере, Бедуан на северо-востоке, Мормуарон на юго-востоке, Мазан на юге, Каромб и Моден на западе, Ле-Барру на северо-западе.

### Гидрография
Через коммуну протекает Мед.

## Демография
Население коммуны на 2010 год составляло 493 человека.
| 1962 | 1968 | 1975 | 1982 | 1990 | 1999 | 2010 |
| ---- | ---- | ---- | ---- | ---- | ---- | ---- |
| 296  | 301  | 281  | 305  | 407  | 432  | 493  |

## Достопримечательности

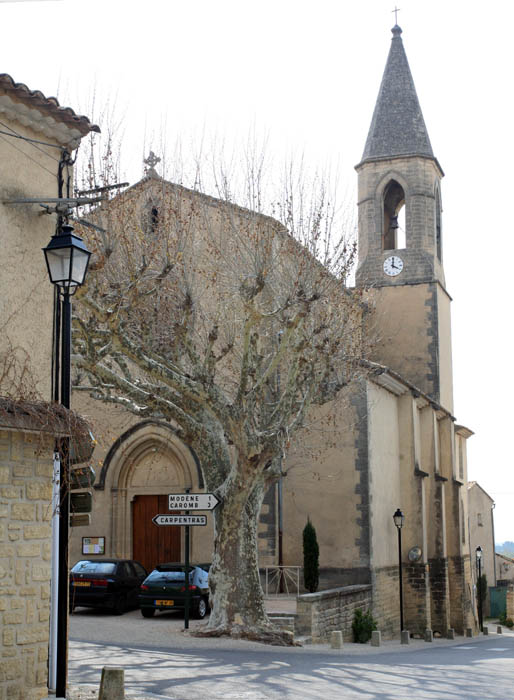
Церковь Сен-Пьер.

- Церковь Сен-Пьер